# Бухлицкий, Андрей Николаевич
Андрей Николаевич Бухлицкий (род. 7 февраля 1982, Москва) — российский пляжный футболист, Двукратный чемпион мира в составе сборной России. Является одним из лучших вратарей в пляжном футболе. Заслуженный мастер спорта России. Тренер по работе с вратарями мужской сборной России по пляжному футболу.

## Карьера
Окончил Московскую юридическую академию по специальности юрист. Футбольную карьеру начал в СДЮШОР «Торпедо». Выступал за клубы «Титан», «Кузбасс-Динамо», «Ижевск» и тверскую «Волгу».
В пляжный футбол пришёл в 2005 году. Дебютировал в составе сборной России на Кубке Европы в 2005 году, где стал лучшим игроком. В 2006 году стал лучшим вратарём чемпионата России. Стал лучшим вратарем этапов Евролиги в Италии, Португалии и Франции в 2007 году. Защищал ворота российской сборной во всех четырёх матчах чемпионата Европы 2007. Лучший вратарь чемпионата Европы 2007 в Марселе. Лучший вратарь всех этапов суперфинала Евролиги 2007 года. Лучший вратарь отборочного цикла на чемпионат мира 2009.
В 2010 году из «Строгино» перешёл в только что созданный клуб «Крылья Советов». В своём новом клубе Андрей прочно завоевал место в стартовом составе на Кубке России, который проходил с 30 июня по 4 июля в Самаре. Стал в составе «Крыльев» обладателем Кубка России по пляжному футболу-2010, а также лучшим вратарём турнира.
Победитель чемпионата России-2010 в составе «Локомотива». На клубном чемпионате мира по пляжному футболу выступал за «Барселону». 11 сентября 2011 года в составе сборной России выиграл чемпионат мира по пляжному футболу. По итогам турнира получил приз лучшему вратарю турнира — Золотую перчатку. 29 сентября 2013 года стал двукратным чемпионом мира.
Приказом министра спорта № 66-нг от 21 декабря 2012 г. удостоен почётного звания — Заслуженный мастер спорта России.
В 2017 году получил серьёзную травму колена, перенёс несколько операций и даже был близок к ампутации ноги. Ему потребовалось исправление хирургических ошибок и долгая реабилитация. Также в 2018 году заявлял о том, что у него нет денег на операцию, а в 2020 году, что Василий Березуцкий перевёл ему 3 млн. рублей на лечение.
С 2018 года входит в тренерский штаб мужской Национальный сборной России по пляжному футболу, в качестве тренера по работе с вратарями.
В 2020 году объявил о возвращении в пляжный футбол в составе саратовской «Дельты». 5 февраля 2021 года заявил об окончании профессиональной карьеры.

## Личная жизнь
Женат, имеет высшее образование. Любит экстрим.

## Достижения
Сборная России
- Чемпион мира по пляжному футболу (2): 2011, 2013
- Лучший вратарь чемпионата мира по пляжному футболу: 2011
- Трёхкратный чемпион Евролиги: 2009, 2011, 2014;
- Обладатель Кубка Европы-2010;

Клубные
- Пятикратный чемпион России;
- Трёхкратный обладатель Кубка России
- Победитель Кубка Барселоны: 2015

Индивидуальные 
- Лучший вратарь Европы 2008—2009;
- Дважды лучший вратарь России;
- MVP кубка Европы-2005;
- Лучший вратарь Кубка Европы-2010;
- Лучший игрок России в 2014 году.[10]
- Лучший вратарь Кубка Барселоны: 2015